# Sörforsa
Sörforsa is een plaats in de gemeente Hudiksvall in het landschap Hälsingland en de provincie Gävleborgs län in Zweden. De plaats heeft 1524 inwoners (2005) en een oppervlakte van 207 hectare.